# チャールズ・ホイートストン
サー・チャールズ・ホイートストン（Sir Charles Wheatstone. [ˈwiːtstən]、1802年2月6日 - 1875年10月19日）は、イギリスの物理学者である。

## 生涯

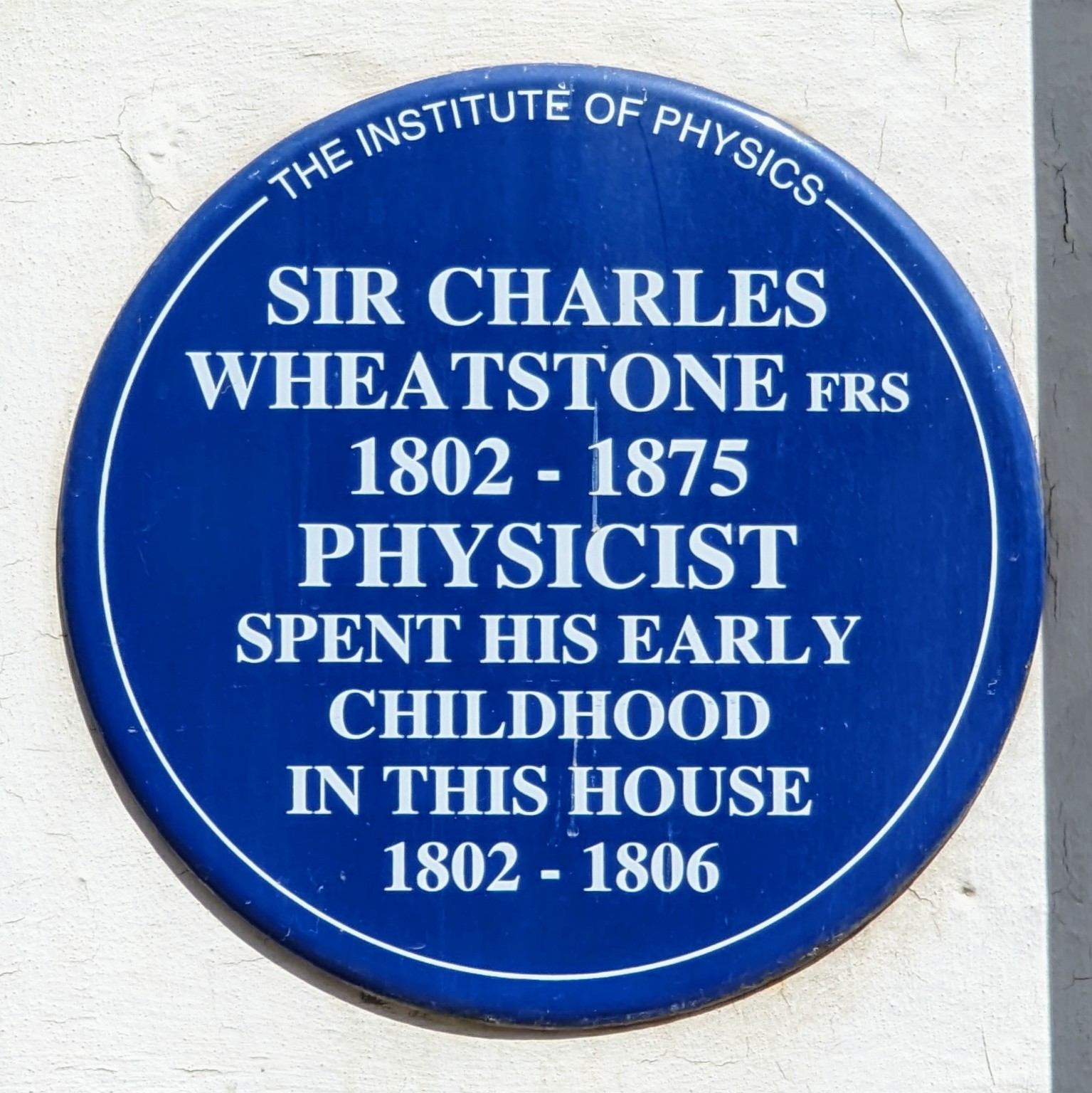
ホイートストンの生家にある銘板

父は楽器職人で、ホイートストンも1823年から1834年までロンドンでその仕事を学んだ。キングス・カレッジ・ロンドンの実験物理学の教授になり、1828年、アコーディオンに似た楽器のコンサーティーナを発明した（その後細分化され、彼が発明したものは「イングリッシュコンサーティーナ」と呼ばれる。）。1833年に音響の研究を発表している。1836年には王立協会フェローに選出。最初は音の伝播や固有振動、楽器など音響の研究をしていた。
1833年、サミュエル・ハンター・クリスティーが発明した電気抵抗の測定法を改良した。これは後にホイートストンブリッジと呼ばれることになり、広く用いられている。1833年、ステレオ・スコープを発明した。1834年、電線中の電流の速度をはじめて測定した。1840年、連続的に電気抵抗を変化させることのできるレオスタットを発明した。その後、電気技術者のウィリアム・クックと協力して電信の開発を行った。1836年に5針式電信機を発明し、翌年ロンドンのオーストン駅とカムデンタウン間で試験が行われ、後に鉄道の分野で用いられた。
1854年、「プレイフェア暗号」を考案した。友人のプレイフェア卿と趣味でやりとりするのに使われたもので、プレイフェア卿の名前で呼ばれる。

## 主な受賞歴
- 1840年と1843年: ロイヤル・メダル
- 1843年と1852年: ベーカリアン・メダル
- 1867年: アルバート・メダル
- 1868年: コプリ・メダル